# Lualabanus curticeps
Lualabanus curticeps är en insektsart som beskrevs av Rauno E. Linnavuori 1975. Lualabanus curticeps ingår i släktet Lualabanus och familjen dvärgstritar. Inga underarter finns listade i Catalogue of Life.